# وودساید (دلاور)
وودساید، دلاور (به انگلیسی: Woodside, Delaware) یک سکونتگاه مسکونی در ایالات متحده آمریکا با جمعیت ۱۸۱ نفر است که در دلاویر واقع شده‌است.